# カクテルの一覧
ベース順カクテルの一覧（ベースじゅんカクテルのいちらん）
この一覧は未完成です。加筆、訂正して下さる協力者を求めています。 追加の際には、同時に50音順のカクテル一覧にも追加してください。

## 蒸留酒 ベース

### ウイスキー・ベース

#### あ行
- アイリッシュ・コーヒー (Irish Coffee)
- アバディーン・アンガス (Aberdeen Angus)
- アルゴンキン (Algonquin)
- ウイスキー・コーク (Whiskey and Coke , Whisky and Coke)
- ウイスキー・サイドカー (Whiskey Side Car , Whisky Side Car)
- ウイスキー・サワー (Whiskey Sour)
- ウイスキー・ソーダ (Whiskey and Soda , Whisky and Soda)
- ウィスキー・トデー （ウィスキー・トディー） (Whiskey Toddy , Whisky Toddy) - 現在カクテルのスタイル、トデーの1つとして簡易的に紹介
- ウイズ・バング (Whizz Bang)
- オールド・パル　(Old Pal)
- オールド・ファッションド (Old Fashioned)

#### か行
- カーネル・コリンズ (Colonel Collins) - 現在トム・コリンズのバリエーションとして紹介
- カールトン (Carlton)
- カウボーイ (Cowboy) - 現在カルーア・ミルクのバリエーションとして紹介
- キングス・バレイ (King's Valley)
- クロンダイク・クーラー (Klondike Cooler)
- ケイブルグラム (Cablegram)
- ゲーリック・コーヒー (Gaelic Coffee) - 現在アイリッシュ・コーヒーのバリエーションとして紹介
- ゴッドファーザー (God Father)

#### さ行
- サイレント・サード (Silent Third) - 現在ウイスキー・サイドカーのバリエーションとして紹介
- ジョン・コリンズ (John Collins) - 現在トム・コリンズのバリエーションとして紹介
- スコッチ・キルト (Scotch kilt)
- ストーン・フェンス (Stone Fence)
- セントラル・パーク  (Central Park) - 現在マンハッタンのバリエーションとして紹介

#### た行
- チャペル・ヒル (Chapel Hill) - 現在ウイスキー・サイドカーのバリエーションとして紹介
- テネシー・クーラー (Tennessee Cooler)

#### な行
- ニューヨーク (New York)

#### は行
- バノックバーン(Bannockburn) - 現在ブラッディ・マリーのバリエーションとして紹介
- バーボネラ (Bourbonella)
- ハンター (Hunter)
- ブラッド・アンド・サンド (Blood and Sand)
- ブールヴァルディエ (Boulevardier)
- ホーセズ・ネック (Horse's Neck)

#### ま行
- マイアミ・サンセット (Miami Sunset)
- マンハッタン (Manhattan)
- ミント・ジュレップ (Mint Julep)
- モンテカルロ (Monte Carlo)

#### ら行
- ラスティ・ネイル (Rusty Nail)
- ロバート・バーンズ (Robert Burns)
- ロブ・ロイ (Rob Roy)

#### わ行
- ワード・エイト (Ward Eight)

### ウォッカ・ベース

#### あ行
- アブドゥーグ (Abdough)
- ウーウー (Woo Woo)
- ウォッカ・アイスバーグ (Vodka Iceberg)
- ウォッカ・トニック (Vodka and Tonic) - 現在ジン・トニックのバリエーションとして紹介
- ウォッカ・リッキー (Vodka Rickey) - 現在カクテルのスタイル、リッキーの1つとして簡易的に紹介
- エスプレッソ・マティーニ (Espresso martini)

#### か行
- カイピロスカ (Caipiroska) - 現在カイピリーニャのバリエーションとして紹介
- カミカゼ (Kamikaze)
- グレイハウンド (Greyhound) - 現在ソルティ・ドッグのバリエーションとして紹介
- ケープ・コッダー (Cape Codder)
- コスモポリタン (Cosmopolitan)
- ゴッドマザー (Godmother) - 現在ゴッドファーザーのバリエーションとして紹介

#### さ行
- サッポロ (カクテル) (Sapporo)
- シー・ブリーズ (Sea Breeze)
- スクリュー・ドライバー (Screwdriver)
- スレッジハンマー (Sledgehammer)
- セックス・オン・ザ・ビーチ (Sex on the Beach)
- ソルティ・ドッグ (Salty Dog)

#### た行
- タワーリシチ （タワリッシ） (Tovarisch)
- チチ (カクテル) (Chi-Chi)
- テールレス・ドッグ (Tailless Dog) - 現在ソルティ・ドッグのバリエーションとして紹介

#### は行
- ハイ・ライフ (High Life)
- パショネート・コスモ (Passionate Cosmo)
- バーバラ (Barbara) - 現在アレクサンダーのバリエーションとして紹介
- ハーベイ・ウォールバンガー (Harvey Wallbanger)
- バラライカ (Balalaika)
- ビッグ・アップル (Big Apple)
- ブラック・ルシアン (Black Russian)
- ブラッディ・シーザー (Bloody Caesar) - 現在ブラッディ・マリーのバリエーションとして紹介
- ブラッディ・ブル (Bloody Bull)
- ブラッディ・マリー (Bloody Mary) （または、ブラッディ・メアリー）
- ブラッドレス・マリー (Bloodless Mary) - 現在ブラッディ・マリーのバリエーションとして紹介
- ブル・ショット (Bull shot)
- ブル・ドッグ (Bull dog) - 現在ソルティ・ドッグのバリエーションとして紹介
- ブルー・マンデー (Blue Monday)
- ブルー・ラグーン (Blue Lagoon)
- ボルガ (Volga)
- ポロネーズ(Polonaise)
- ホワイト・スパイダー (White Spider) - 現在スティンガーのバリエーションとして紹介
- ホワイト・ルシアン (White Russian)

#### ま行
- モスコー・ミュール (Moscow Mule)

#### や行
- 雪国 (カクテル)
- 吉野 (カクテル)

#### ら行
- ルシアン・ネイル (Russian  Nail) - 現在ラスティ・ネイルのバリエーションとして紹介
- レッド・バード (Red Bird) - 現在ブラッディ・マリーのバリエーションとして紹介
- ロード・ランナー (Road Runner)

### ジン・ベース

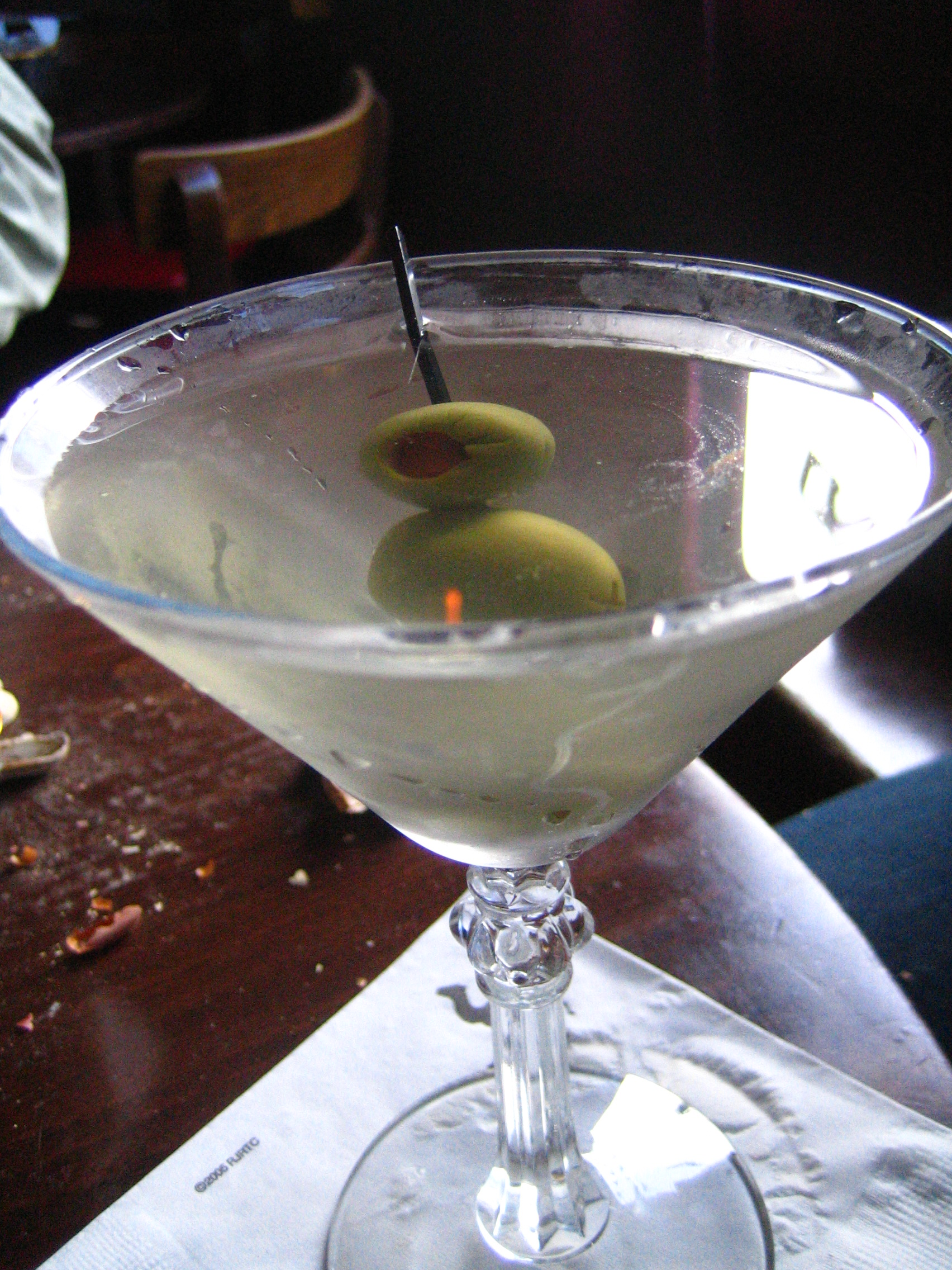
ドライマティーニ

#### あ行
- 青い珊瑚礁 (Blue Coral Reef)
- アカシア (Acacia)
- アビエーション (Aviation)
- アラウンド・ザ・ワールド (Around The World)
- アラスカ (Alaska)
- アンシャンテ (Enchanté)
- イエロー・ジン (Yellow Gin) - 現在ピンク・ジンのバリエーションとして紹介
- イエロー・レディ (Yellow Lady) - 現在カールトンのバリエーションとして紹介
- ヴェスパー (Vesper) （ヴェスパー・マティーニ）
- オーヴェルニュ （オーベルニュ） （"Auvergne"）
- オレンジ・フィズ (Orange Fizz)
- オレンジ・ブロッサム (Orange Blossom)

#### か行
- カジノ (Casino)
- キッス・イン・ザ・ダーク (Kiss in the Dark)
- ギブソン (Gibson)
- ギムレット (Gimlet)
- グリーン・アラスカ (Green Alaska) - 現在アラスカのバリエーションとして紹介
- クローバー・クラブ (Clover Club)
- クローバー・リーフ (Clover Leaf) - 現在クローバー・クラブのバリエーションとして紹介
- ゴールデン・フィズ (Golden Fizz) - 現在ジン・フィズのバリエーションとして紹介
- コンカ・ドロ (CoNCA D'oRO)

#### さ行
- ザザ (Zaza)
- JFK (JFK)
- シティ・コーラル(City Coral)
- シルバー・ストリーク (Silver Streak) - 現在シルバー・ブレットのバリエーションとして紹介
- シルバー・フィズ (Silver Fizz) - 現在ジン・フィズのバリエーションとして紹介
- シルバー・ブレット (Silver Bullet)
- ジン・アンド・イット (Gin and It)
- ジン・アンド・ビターズ (Gin and Bitters)
- シンガポール・スリング (Singapore Sling)
- ジン・ジュレップ (Gin Julep) - 現在ミント・ジュレップのバリエーションとして紹介
- ジン・トニック (Gin and Tonic)
- ジン・バック (Gin Buck)
- ジン・フィズ (Gin Fizz)
- ジン・ライム (Gin and Lime)
- ジン・リッキー (Gin Rickey)
- スプリング・フィーリング (Spring Feeling) - 現在アラスカのバリエーションとして紹介
- セブンス・ヘブン　(Seventh Heaven)

#### た行
- トム・コリンズ (Tom Collins)
- ドライ・ネグローニ (Dry Negroni) - 現在ネグローニのバリエーションとして紹介
- ドラゴンフライ (Dragonfly) - 現在ジン・トニックのバリエーションとして紹介

#### は行
- パリジャン (Parisian)
- バロン (Baron)
- ビーズ・ニーズ (Bee's Knees)
- ピンク・ジン (Pink Gin)
- ピンク・ジン・ライム (Pink Gin and Lime)
- ピンク・パイナップル (Pink Pineapple)
- ピンク・レディー (Pink Lady)
- フォールン・エンジェル (Fallen Angel)
- ブラッディ・サム (Bloody Sam) - 現在ブラッディ・マリーのバリエーションとして紹介
- プリンセス・メアリー (Princess Mary)
- ブルー・ムーン (Blue Moon)
- ブロンクス (Bronx)
- ベルベット・キス (Velvet Kiss)
- ホワイト・ウィングス (White Wings) （ホワイト・ウィング） - 現在スティンガーのバリエーションとして紹介
- ホワイト・ウェイ (White Way) - 現在スティンガーのバリエーションとして紹介
- ホワイト・カーゴ (White Cargo)
- ホワイト・レディ (White Lady)
- ホワイト・ローズ (White Rose)

#### ま行
- マグノリア・ブロッサム (Mgnolia Blossam)
- マティーニ (Martini)
- ミリオン・ダラー (Million Dollar)

#### や行
- ヨコハマ (Yokohama)

#### ら行
- ラスト・ワード (Last Word)
- ロイヤル・クローバー・クラブ (Royal Clover Club) - 現在クローバー・クラブのバリエーションとして紹介
- ロイヤル・フィズ (Royal Fizz) - 現在ジン・フィズのバリエーションとして紹介

### テキーラ・ベース

#### あ行
- アイスブレーカー （アイスブレイカー） (Icebraker)
- アンバサダー (Ambassador)
- エクソシスト (Exocist)
- エル・ディアブロ (El Diablo)

#### か行
- カクタス・バンガー (Cactus Banger) - 現在ハーベイ・ウォールバンガーのバリエーションとして紹介
- コンチータ (Conchita)

#### さ行
- シクラメン (Cyclamen)
- シャンギロンゴ (Changuirongo)
- シルク・ストッキングス (Silk Stockings) - 現在アレクサンダーのバリエーションとして紹介
- ストロー・ハット (Straw Hat)
- スロー・テキーラ (Sloe Tequila)

#### た行
- ティファナ・サンライズ (Tijuana Sunrise) - 現在テキーラ・サンライズのバリエーションとして紹介
- テキーラ・サンストローク (Tequila Sunstroke)
- テキーラ・サンセット (Tequila Sunset)
- テキーラ・サンライズ (Tequila Sunrize)
- テキーラ・トニック (Tequila and Tonic) - 現在ジン・トニックのバリエーションとして紹介
- テコニック (Tequonic) - 現在ジン・トニックのバリエーションとして紹介

#### は行
- ピカドール (Picador) - 現在ブラック・ルシアンのバリエーションとして紹介
- ブルー・マルガリータ (Blue Margarita)
- ブレイブ・ブル (Brave Bull)
- フレンチ・カクタス (French Cactus)
- ブロードウェイ・サースト (Broadway Thirst)

#### ま行
- マタドール (Matador)
- マルガリータ (Margarita)
- メキシカン (Mexican)
- メキシカン・ミュール (Mexican  Mule) - 現在モスコー・ミュールのバリエーションとして紹介
- メキシコーラ (Mexicola) - 現在ウイスキー・コークのバリエーションとして紹介
- モッキンバード (Mockingbird)

#### ら行
- ライジング・サン (カクテル)(Rising Sun)

### ブランデー・ベース

#### あ行
- アレクサンダー (Alexander)
- イエス・アンド・ノー (Yes and No)
- インクレディブル・ハルク (Incredible Hulk,Green Eyed MonsterまたはHip and Henとも。)
- ウィンチェル (Winchell)
- オリンピック (Olympic)

#### か行
- カピストラーノ (Capistrano)
- カルバドス・カクテル (Calvados Cocktail)
- キャロル (Carrol) - 現在マンハッタンのバリエーションとして紹介
- グラン・マルニエ・サイドカー (Grand Marnier Side Car)
- クリス (Kriss)
- コパカバーナ (Copacabana)

#### さ行
- サイドカー (Side Car)
- サラトガ (Saratoga)
- シカゴ (Chicago Cocktail)
- シティー・スリッカー (City Slicker)
- ジャック・ローズ (Jack Rose)
- シャンゼリゼ (Champs Elysees)
- ジョージア・ミント・ジュレップ (Georgia Mint Julep) - 現在ミント・ジュレップのバリエーションとして紹介
- スティンガー (Stinger)
- スティンガー・ロイヤル(Stinger Royal) - 現在スティンガーのバリエーションとして紹介
- ズーム (Zoom)
- センチュリー (Century)

#### た行
- ダーティ・マザー (Dirty Mother) - 現在ブラック・ルシアンのバリエーションとして紹介
- デビル (Devil) - 現在スティンガーのバリエーションとして紹介
- 電気ブラン
- ドービル (Deauville)
- トム・アンド・ジェリー (Tom and Jerry)

#### な行
- ナイト・キャップ (Night Cap)
- ニューバーグ (Newburg)
- ニコラシカ (Nikolaschka)

#### は行
- ハネムーン (Honeymoon)
- バンダービルト (Vanderbilt)
- ピエール・コリンズ (Pierre Collins) - 現在トム・コリンズのバリエーションとして紹介
- ブザム・カレッサー (Bosom Caresser)
- ブランティーニ (Brantini)
- ブランデー・エッグノッグ （ブランデー・エッグ・ノッグ） (Brandy Eggnog)
- ブランデー・サワー (Brandy Sour) - 現在カクテルのスタイル、サワーの1つとして簡易的に紹介
- フレンチ・コネクション (French Connection)
- ホイスト (Whist)
- ホーセズ・ネック (Horse's Neck)

#### ま行
- マグノリア (Mgnolia)

#### ら行
- レイ・ロング (Ray Long)
- ロイヤル・コーヒー (Royal Coffee) - 現在アイリッシュ・コーヒーのバリエーションとして紹介

### ラム酒・ベース

#### あ行
- アイ・オープナー (Eye Opener)
- アガサ・カクテル (Agatha Cocktail)
- アカプルコ (Acapulco)
- アラビアン・ナイト (Arabian Night)
- アラワク (Arawak)
- アルディラ (Aldila)
- X・Y・Z （エクス・ワイ・ジィー）

#### か行
- キューバ・リブレ (Cuba Libre)
- キューバン・スクリュー (Cuban Screw) （別名：ラム・オレンジ）
- クォーター・デック （クォーター・デッキ） (Quarter Deck)
- グリーン・アイズ (カクテル) (Green Eyes)
- クレオパトラ (Kleopatra)
- グロッグ (Grog) - 単なるラムの水割りを指すこともある
- コーヒー・グロッグ (Coffee Grog) - 現在グロッグのバリエーションとして紹介
- コルクスクリュー (Corkscrew)

#### さ行
- ジャマイカ・マティーニ (Jamaica martini)
- ジャマイカン・ミュール (Jamaican Mule) - 現在モスコー・ミュールのバリエーションとして紹介
- シルビア (Sylvia)
- スカイ・ダイビング (Sky Diving)
- スコーピオン (Scorpion)
- ソル・クバーノ (Sol Cubano)

#### た行
- ダイキリ （ダイキュリー） (Daiquiri)
- トム・アンド・ジェリー (Tom and Jerry)

#### な行
- ネヴァダ (Nevada)

#### は行
- バイア (Bahia)
- バカルディ (Bacardi)
  - ピンク・ダイキリ (Pink Daiquiri)
- パナマ (Panama) - 現在アレクサンダーのバリエーションとして紹介
- ハバナ・マティーニ(Havana Martini)
- ハニーサックル (Honeysuckle)
- ピニャ・コラーダ (Piña Colada)
- ビューティフル (Beautiful) - 現在X・Y・Zのバリエーションとして紹介 【rum】
- ブラック・ローズ (Black Rose)
- ブラッド・トランスフュージョン (Blood Transfusion)
- ブルー・ハワイ (Blue Hawaii)
- ブルー・ハワイアン (Blue Hawaiian) - 現在ブルー・ハワイのバリエーションとして紹介
- フローズン・ダイキリ (Frozen Daiquiri) - 現在ダイキリのバリエーションとして紹介
- ペドロ・コリンズ (Pedro Collins) （別名：ラム・コリンズ） - 現在トム・コリンズのバリエーションとして紹介
- ボストン・クーラー (Boston Cooler)
- ホット・バタード・ラム (Hot Buttered Rum)
- ホット・バタード・ラム・カウ (Hot Buttered Rum Cow) - 現在ホット・バタード・ラムのバリエーションとして紹介

#### ま行
- マイアミ (Miami)
- マイアミ・ビーチ (Miami Beach)
- マイタイ (MAI-TAI)
- ミリオネーア (Millionaire)
- モヒート (Mojito)

#### ら行
- ラスト・キッス (Last Kiss)
- ラム・ジュレップ (Rum Julep) - 現在ミント・ジュレップのバリエーションとして紹介
- ラムレット (Rumlet) - 現在ギムレットのバリエーションとして紹介
- リトル・プリンセス (Little Princess) - 現在マンハッタンのバリエーションとして紹介

### アクアビット・ベース
- コペンハーゲン (Copenhagen)
- スカンジナヴィアン・コーヒー (Scandinavian  Coffee) - 現在アイリッシュ・コーヒーのバリエーションとして紹介
- デニッシュ・マリー (Danish Mary) - 現在ブラッディ・マリーのバリエーションとして紹介
- レッド・バイキング (Red Viking)

### 焼酎・ベース
- 生血 - スッポンなどの血液と焼酎を割ったもの。
- ウーロンハイ
- 酎ハイ
- 本直し（上方では柳蔭と呼ばれる）
- 舞乙女

### その他の蒸留酒・ベース
- カイピリーニャ (Caipirinha)（カサッシャベース）
- アップル・カー (Apple Car)（カルヴァドスorアップル・ジャックベース）
- グリーン・スター (Green Star)（キルシュワッサーベース）
- ジャック・ローズ (Jack Rose)（アップル・ジャックベース）
- ディキ・ディキ (Diki Diki)（カルヴァドスベース）
- ムーンライト・クーラー (Moonlight Cooler)（アップル・ブランデーベース）

## 醸造酒ベース

### 日本酒・ベース
- イカ徳利
- オレンジ・サキニー (Orange Sakini)
- サムライ・ロック (カクテル) （別名：酒・ライム）
- 春暁 (カクテル)
- 卵酒
- フィオナ (カクテル)
- ひれ酒
- 骨酒

### ビール・ベース
- エッグ・ビール （エッグ・ビア） (Egg Beer)
  - イエロー・サンセット (Yellow Sunset)
- シャンディ・ガフ (Shandy Gaff)
- ディーゼル (Diesel)
- トロイの木馬 (Trojan Horse)
- パナシェ (Panache)
- ビア・スプリッツァー  (Beer Spritzer) - 現在ビター・オレンジのバリエーションとして紹介
- ビター・オレンジ (Better Orange)
- ブラック・アンド・ホワイト (Black and White)
- ボイラー・メーカー (Boiler Maker)
- ミント・ビア (Mint Beer)
- レッド・アイ (Red Eye)
- ハーフ・アンド・ハーフ

### ワイン及びシャンパン・ベース
- アディントン (Addington)
- アドニス (Adonis)
- アメリカーノ (Americano)
- アメリカン・レモネード (American Lemonade)
- カーディナル (Cardinale)
- カリモーチョ (Kalimotxo, Calimocho)
- キティ (Kitty)
- キール (Kir)
- キール・インペリアル (Kir Imperial) - 現在キール・ロワイヤルのバリエーションとして紹介
- キール・カーディナル (Kir Cardinal) - 現在キールのバリエーションとして紹介
- キール・ロワイヤル (Kir Royale)
- グリューワイン (Glühwein)
- 午後の死　（別名：ヘミングウェイ・カクテル）
- サングリア (Sangría)
- サンフランシスコ (San Francisco)
- シャンパン・カクテル (Chanpagne Cocktail)
- シャンパン・ジュレップ (Chanpagne Julep) - 現在ミント・ジュレップのバリエーションとして紹介
- スプリッツァ (Spritzer)
- セレブレーション (カクテル) (celebration)
- ソウル・キス (Soul Kiss)
- ティント・デ・ベラノ (Tinto de verano)
- バーボタージュ (Barbotage)
- バンブー (Bamboo)
- フォーティーセカンド・ストリート (42nd Street) - 現在キール・ロワイヤルのバリエーションとして紹介
- ブラジル (Brasil)
- ブラック・レイン (Black Rain)
- ベリーニ (Bellini)
- ポンピエ (Pompier)
- マルキ （マーキー） (Marquis) - 現在キールのバリエーションとして紹介
- ミモザ (Mimosa)
- 楊貴妃 (Yang Kuei Fei)

## リキュール・ベース

### あ行
- イエロー・パロット (Yellow Parrot)
- イタリアン・スクリュー・ドライバー (Italian Screw Driver)
- エクスポジション (Exposition)
- エンジェル・ウイング (Angel's Wing)
- エンジェルズ・キッス (Angel's Kiss)
- オーガズム (Orgasm)

### か行
- カシス・オレンジ (Cassis and Orange)
- カシス・ソーダ (Cassis and Soda)
- カフェ・ガリアーノ (Caffe Galliano)
- カルーア・ミルク （カルア・ミルク） (Kahlua and Milk)
- カレドニア (Caledonia)
- カンパリ・オレンジ (Campari and Orange)
- カンパリ・グレープフルーツ (Campari and Grapefrouit)
- カンパリ・ソーダ (Campari and Soda)
- キューカンバー (Cucumber)
- グラスホッパー (Grasshopper)
- グラン・マルニエ・オレンジ (Grand Marnier and Orange)
- グリーン・フィールズ (Green Fields)
- コアントロー・オレンジ (Cointreau and Orange)
- コアントロー・トニック (Cointreau and Tonic)
- コーヒー・グラスホッパー (Coffee Grasshopper) （別名：メキシカン・グラスホッパー） - 現在グラスホッパーのバリエーションとして紹介
- ゴールデン・キャデラック (Golden Cadillac) - 現在グラスホッパーのバリエーションとして紹介
- ゴールデン・スリッパー (Golden Slipper)
- ゴールデン・ドリーム (Golden Dream)

### さ行
- サザンカンフォート・スクリュー (Southern Comfort Screw)
- サローノ・ミスト (Saronno Mist)
- ザンシア (Xanthia)
- サンブーカ・コン・モスカ (Sambuca con Mosca)
- シシリアン・キッス (Sicilian Kiss)
- シトロン・ウエディング (Citron Wedding)
- シトロン・スイング (Citron Swing)
- ジャマイカ・ジョー (Jamaica Joe)
- シャルトリューズ・オレンジ (Chartreuse and Orange)
- シャルトリューズ・トニック (Chartreuse and Tonic)
- シャルル・ジョルダン (Charles Jourdin)
- 照葉樹林
- スーズ・スプモーニ (Suze Spumoni) - 現在スプモーニのバリエーションとして紹介
- スーズ・トニック (Suze and Tonic)
- スプモーニ (Spumoni)
- スロー・ドライバー (Sloe Driver)

### た行
- ターニング・ポイント (Turning Point)
- チェリーブロッサム (Cherry Blossom)
- チャイナ・キッス (China Kiss)
- チャイナ・グリーン (China Green)
- チャイナ・ブルー (China Blue)
- ディタ・スプモーニ (Dita Spumoni) - 現在スプモーニのバリエーションとして紹介
- ティフィン・タイガー (Tiffin Tiger)

### な行
- ナポリタン (Neapolitan)
- ノチェロ・シェーク (Nocello Shake)

### は行
- バイオレット・フィズ（Violet Fizz）
- パパゲーナ (Papagena)
- パライソーニ (Paraisoni)
- バレンシア (Valencia)
- B-52 (B-52)
- ピーチツリー・トニック  (Peachtree and Tonic)
- ピンク・スクァーレル (Pink Squirrel)
- プースカフェ
- ファジー・ネーブル (Fuzzy Navel)
- フォークランド・アイランド・ウォーマー (Falkland Island Warmer)
- フラッグ (Flag)
- フラッペ(ミント・フラッペなど)
- ブルー・サイドカー (Blue Sidecar)
- ブルー・レディ (Blue Lady)
- フルーティー・ディタ (Fruity Dita)
- プレリュード・フィズ (Prelude Fizz)
- フローズン・グラスホッパー (Frozen Grasshopper)
- ペアー・クーラー （ペア・クーラー） (Pear Cooler)
- ペアー・フラワー （ペア・フラワー） (Pear Flower)
- ペイトン・プレイス (Peyton Place)
- ベルベット・ハンマー (Velvet Hammer)
- ボッチ・ボール (Boccie Ball)
- ホット・イタリアン (Hot Italian)
- ホット・カルーア・ミルク (Hot Kahlua and Milk) - 現在カルーア・ミルクのバリエーションとして紹介
- ホット・ドラム (Hot Dram)
- ボヘミアン・ドリーム (Bohemian Dream)
- ホワイト・サテン (White Satin)

### ま行
- マッキノン (Mackinnon)
- マリブ・オレンジ (Malibu and Orange) （別名：マリブ・ビーチ）
- ミスティ (Misty)
- ミスティ・ネイル (Misty Nail)
- ミドリ・ミルク (Midori and Milk) - 現在カルーア・ミルクのバリエーションとして紹介
- メロンホッパー (Melonhopper) - 現在アレクサンダーのバリエーションとして紹介
- メロンボール (Melonball)
- モカ・ミルク (Mocha and Milk) - 現在カルーア・ミルクのバリエーションとして紹介

### ら行
- ライチ・グレープフルーツ (Litchi and Grapefruits) 【liqueur】
- ライチ・ソーダ (Litchi and Soda) 【liqueur】
- ルシアン・クエイルード (Russian Quaalude)
- レゲエパンチ (Reggae Punch)

### わ行
- ワイルド・ミュール (Wild Mule) - 現在モスコー・ミュールのバリエーションとして紹介

## ベースの酒が判別しにくいもの
- アキダクト （アクダクト） (Aqueduct)
- アースクェイク (カクテル) (Earthquake)
- アップ・トゥ・デイト (Up To Date)
- アップル・パイ (Apple Pie)
- アフィニティ (Affinity)
- エンジェル・フェイス (Angel Face)
- カフェ・カリプソ (Cafe Calypso)
- カフェ・コレット (Caffe corretto)
- カンパリ・ビア (Campari and Beer)
- キッス・イン・ザ・ダーク (Kiss in the Dark)
- キッス・オブ・ファイア (Kiss of Fire)
- コザック (Cossack)
- コープス・リバイバー (Corpse Reviver)
- コモドール　(Commodore)
- ゴールデン・クリッパー (Golden Clipper)
- ゴールデン・フレンド (Golden Friend)
- ジャマイカン・コーヒー (Jamaican Coffee)
- シャムロック (Shamrock)
- スカーレット・レディ (Scarlet Lady)
- スノーボール (Snowball)
- スロー・ジン・カクテル (Sloe Gin Cocktail)
- ソノラ (Sonora)
- ダービー (Derby)
- ツァリーヌ (Czarine)
- デプス・ボム (Depth Bomb)
- ネグローニ (Negroni)
- ノックアウト (Knockout)
- パッセンジャー・リスト (Passenger List)
- バレンシア・コブラー (Valencia Cobbler)
- パンチョ・ビラ (Pancho Villa)
- B&B （ビー・アンド・ビー）
- ビジュー (bijou)
- ビッグ・アップル (Big Apple)
- ビトウィーン・ザ・シーツ (Between the Sheets)
- ブラックソーン (Blackthorn)
- ブラック・トルネード (Black Tornado)
- ブラック・ベルベット (Black Velvet)
- ブラック・ホーク (Black Hawk)
- フランシス・アルバート (Francis Albert)
- プリンス・チャールズ (Prince Charles)
- ポーラー・ショート・カット (Polar Short Cut)
- ボルガ・ボートマン (Volga Boatman)
- ホワイト・リリー (White Lily)
- マザー・シャーマン (Mother Sherman)
- 水割り - ウィスキーが代表的であるが、その他の酒類も使用するため、ここに掲載。
- ムーンライト (Moonlight)
- メリー・ウィドウ (Merry Widow)
- レイク・クイーン (Lake Queen)
- レナ (Lena)
- ロングアイランド・アイスティー (Long Island Iced Tea)

## ノンアルコールカクテル
- ヴァージン・ピニャ・コラーダ (Virgin Piña Colada) - 現在ピニャ・コラーダのバリエーションとして紹介
  - ヴァージン・コラーダ (Virgin Colada) - ヴァージン・ピニャ・コラーダの略称
  - ヴァージン・チチ (Virgin Chi-Chi) - 現在ピニャ・コラーダのバリエーションとして紹介
- ヴァージン・ブリーズ (Virgin Breeze) - 現在シー・ブリーズのバリエーションとして紹介
- ヴァージン・マリー (Virgin Mary) - 現在ブラッディ・マリーのバリエーションとして紹介
- カフェ・ロワイヤル (Cafe Royal)
- コンクラーベ (Conclave)
- サマー・デライト (Summer Delight)
- サラトガ・クーラー (Saratoga Cooler) - 現在モスコー・ミュールのバリエーションとして紹介
- シンデレラ (Cinderella) （サンドリヨン）
- シャーリー・テンプル (Shirley Temple)
- フォー・キール (Faux Kir)
- フォー・キール・ロワイヤル (Faux Kir Royal)
- プッシー・キャット (Pussy Cat)
- プッシーフット (Pussyfoot)
- フロリダ (Florida)
- ミルクセーキ （ミルク・シェーク） (Milk Shake)
- レール・スプリッター (Rail Splitter)